# П'ятина (Мордовія)
П'я́тина (рос. Пятина, ерз. Пятина) — село у складі Ромодановського району Мордовії, Росія. Адміністративний центр П'ятинського сільського поселення.
За радянських часів існувало окремо два населених пункти — П'ятина та Нікольський.

## Населення
Населення — 223 особи (2010; 150 у 2002).
Національний склад (станом на 2002 рік):
- росіяни — 91 %